# La burrerita de Ypacaraí
 La burrerita de Ypacaraí  és una pel·lícula filmada en color, coproducció de l'Argentina i Paraguai dirigida per Armando Bó sobre el seu propi guió. Es va estrenar el 5 d'abril de 1962 i que va tenir com a protagonistes a Isabel Sarli, Armando Bó, Luis Alberto del Paraná i el Trío Los Paraguayos.
Va ser rodada parcialment a Asunción i a Ypacaraí. Durant un programa de televisió el director Armant Bó li va donar una trompada al crític Jorge Miguel Couselo per una confusió amb un altre crític –Carlos Ferreira- a propòsit d'aquesta pel·lícula.

## Sinopsi
Una pagesa paraguaiana que desperta passions en els homes s'enamora d'un delinqüent, en conseqüència ha d'enfrontar diverses situacions per a suportar la relació.

## Repartiment
- Isabel Sarli
- Armando Bó
- Luis Alberto del Paraná
- El Trío Los Paraguayos
- Ernesto Báez
- Aníbal Romero
- Aníbal Romero Sanabria
- Carlos Rubén Ojeda
- César Álvarez Blanco
- Matías Ferreira Díaz
- Sara Giménez
- Carlos Gómez
- Santos González
- Julio Jara
- César Medina
- Reinaldo Meza
- Emigdia Reisofer
- Rafael Rojas Doria
- Alberto Tello

## Comentaris
Jorge Miguel Couselo va dir a Correo de la Tarde:
| « | ”Sarli, Bó, folklorisme, color, un nu i el no erotisme… Bó no deixa de complir la vocació higiènica de la seva estrella i la sotmet a reiterats banys.” | » |

Per part seva, Manrupe i Portela escriuen::
| « | ”Isabel en colors i a llom de ruc amb una ombrel·la. Entre el més kitsch i divertit del binomi.” | » |